# Portada/article octubre 28

## Capibara
El capibara (Hydrochoerus hydrochaeris), també conegut com a chigüiro, carpincho o majas en espanyol i capivara en portuguès és el rosegador vivent més gran del món. Està relacionat amb els agutins, les xinxilles, els coipús i els conills porquins. El seu nom comú, que prové del tupí ka'apiûara, significa 'menja-herba' (o, literalment, 'menja-fulles primes'), mentre que el seu nom específic, hydrochaeris, deriva dels ètims grecs ὕδωρ, 'aigua' i χοίρος, 'porc'.
Els capibares tenen un cos pesant en forma de barril i un cap petit amb un pelatge marró vermellós a la part superior del cos que esdevé marró grogós a la part inferior. Poden créixer fins a 130 centímetres de llargada i pesar fins a 65 quilograms.